# Adam Miksz

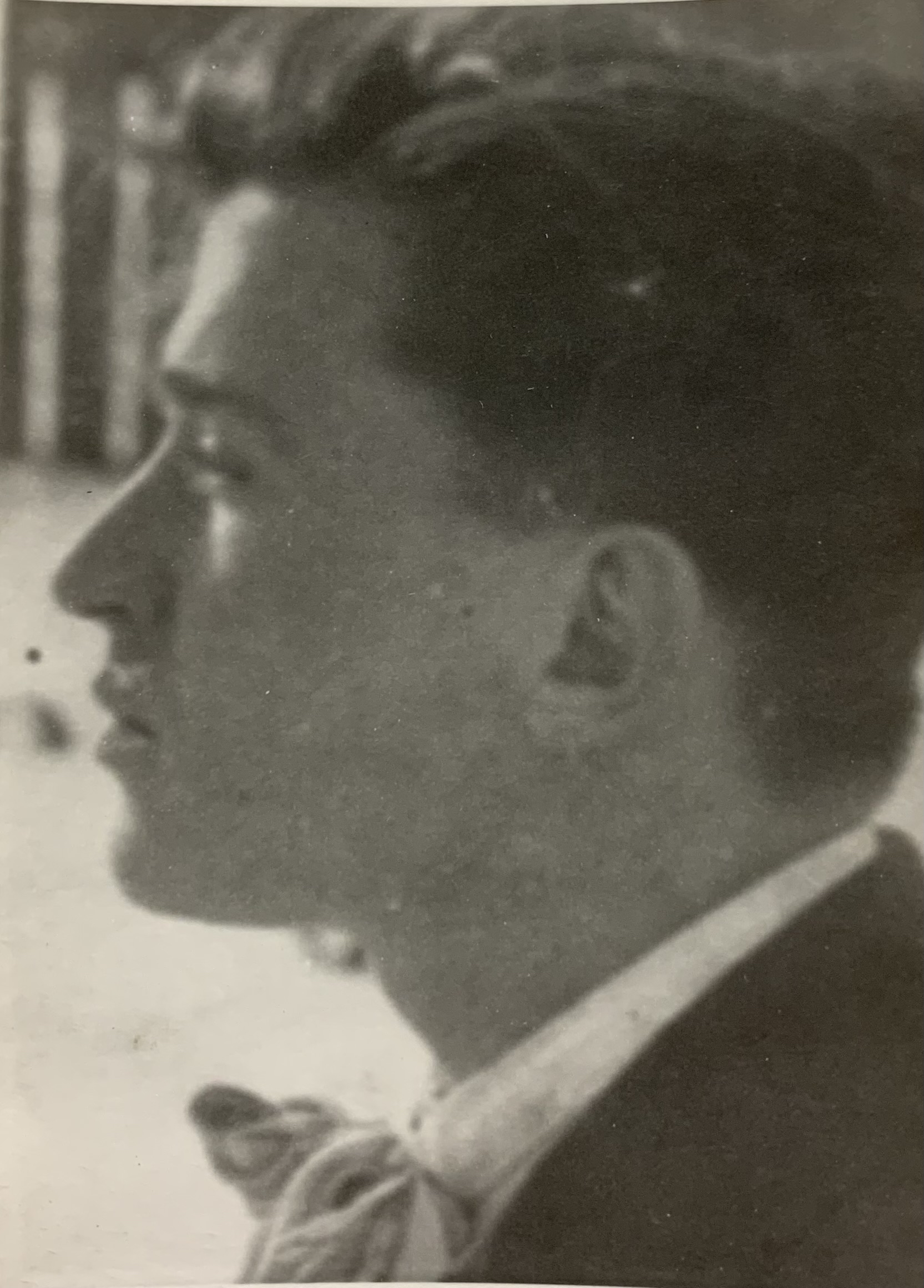
Adam Miksz

Adam Miksz (ur. 24 grudnia 1906 w Żywcu, zm. 3 września 1971 w Warszawie) – polski artysta plastyk, nauczyciel i społecznik znany z zaangażowania w promowanie folkloru, sztuki i kultury regionalnej górali żywieckich oraz mieszczan żywieckich.

## Życiorys

### Dzieciństwo i młodość
Urodził się w 1906 roku w Żywcu, jako jeden z piętnaściorga rodzeństwa Mikš. Był synem Bogusława Mikša (1865–1939), siodlarza i lakiernika, który przybył do Żywca z Moraw jako pracownik Habsburgów żywieckich, oraz Anny Łuszczkiewicz (1870–1948). Nazwisko rodziny spolszczono na Mikś, on zaś, jako jedyny z rodzeństwa, zmodyfikował je na Miksz. Od 1947 r. członek Związku Polskich Artystów Plastyków.

### Okres studencki
Przyjęty do Państwowej Szkoły Sztuk Zdobniczych i Przemysłu Artystycznego, gdzie pracował pod kierunkiem prof. Karola Homolacsa (1874–1962). Jako student odtwarzał zdobnictwo przedmiotów użytkowych Żywiecczyzny i systematyzował wzory żywieckie. W trakcie studiów wygrał konkurs na polichromię Kasyna Oficerskiego w Krakowie.
Od 1929 roku studiował w Akademii Sztuk Pięknych w Krakowie, którą ukończył 11 czerwca 1932.
W trakcie studiów na ASP dojrzewała w nim idea tzw. Komun-Arte, projektu odtworzenia oryginalnych wzorów ludowych i zastosowania tych motywów w przemyśle. Środkiem do celu miało być stworzenie kolektywów projektanckich złożonych z artystów ludowych i w oparciu o ludową sztukę ornamentowo-symboliczną.

## Działalność społeczna

### Eksperyment żywiecki
Miksz został rekomedowany przez Homolacsa inż. Eugeniuszowi Torowi (1883–1953) z Instytutu Rękodzielniczo-Przemysłowego w Krakowie, rozpoczął tzw. Eksperyment żywiecki – autorski projekt artystyczny i społeczny. Celem projektu było odtworzeniu i utrwaleniu wzornictwa sztuki ludowej Żywiecczyzny, w szczególności tradycyjnego haftu żywieckiego, który mógłby ewoluować i być wykorzystany w przemyśle. Efektem było powstanie Spółdzielni Przemysłu Artystycznego – kolektywu artystów amatorów z Żywiecczyzny, będącej ośrodkiem szkoleniowym i miejscem zbierania i porównywania używanych przez nich wzorów sztuki ludowej. Część wzorów żywieckich przekazano profesorom ASP w Krakowie: Wiesławowi Zarzyckiemu i Zdzisławowi Gedliczce. Wzory te włączono do zasobów szkoły.
Przedsięwzięcie to przekształciło się z czasem w tzw. Bazar Żywiecki. Była to zarazem pracownia artystyczna i sklep, w którym można było nabyć wykonywane przez twórców ludowych – w oparciu o wcześniej ustalone wzorce – regionalne przedmioty użytkowe, takie jak serwety, dodatki krawieckie czy elementy mieszczańskiego stroju.

### Towarzystwo Miłośników Ziemi Żywieckiej
Był jednym z ośmiorga członków – założycieli Towarzystwa Miłośników Ziemi Żywieckiej (TMZŻ). Towarzystwo to początkowo związane było z Towarzystwem Szkoły Ludowej jako sekcja. Współpracowało z naukowcami z Polskiej Akademii Umiejętności w Krakowie. Wydawało czasopisma „Gronie”, „Przegląd Żywiecki”, „Żagiew”. Miksz pisał wiersze i artykuły pod pseudonimem „Harnaś z Beskidów”. Działalność TMZŻ przerwała wojna i okupacja.

### Muzeum Ziemi Żywieckiej
Powszechny wówczas brak poszanowania historycznych dzieł i zabytków twórczości ludowej, zrodził w roku 1926 pomysł założenia Muzeum Ziemi Żywieckiej (obecnie Muzeum Miejskie w Żywcu). Inicjatorem był Tadeusz Charlewski (1882–1942), który gromadził okazy regionalne z gabinetu pomocy szkolnych i naukowych, znoszone przez uczennice seminarium nauczycielskiego w Żywcu. Do inicjatywy przyłączyli się:
- Michał Jeziorski[13] (1892–1942), specjalizował się w gromadzeniu cechowych rekwizytów: dokumentów, skrzynek, obesłań,
- Stanisław Szczotka (1912–1954), który poszukiwał sprzętów góralskich i obrazów na szkle,
- Zdzisław Mączeński (1878–1961)[11] zgromadził habsburskie obrazy przedstawiające faunę,
- Władysław Nowotarski[11] zbierał zabytki religijne.

Miksz zbierał eksponaty, z których część kierował do Muzeum Narodowego w Krakowie w związku z koniecznością interwencji konserwatorskich, m.in.: rzeźbę św. Anny Samotrzeciej z kościoła Świętego Krzyża, średniowieczny tryptyk z kościoła pw. św. Marka. Specjalizował się w wyszukiwaniu malowideł średniowiecznych, haftów i świeczników pająkowych, góralskich okuć cechowych i strojów góralskich.
II wojna światowa zastała go w Gorlicach. W lutym 1945 został referentem kultury i sztuki. Podczas parcelacji zabezpieczał i zwoził z majątków dzieła sztuki do pałacu w Siarach. Organizował wystawy malarskie, założył Ośrodek Szkolenia Artystycznego, przemianowany na Szkołę Sztuk Plastycznych i Działów Przemysłowych.

### Powrót do Żywca 1946–1948
W celu kontynuacji swoich wcześniejszych idei „Bazaru Żywieckiego” założył Poradnię Artystyczno-Rękodzielniczą przy Muzeum Ziemi Żywieckiej. Prowadził tam bezpłatne zajęcia z zakresu hafciarstwa, garncarstwa, malarstwa, zabawkarstwa, bibułkarstwa, rysunku, wyrobów rękodzielniczych. W związku z represjami stalinowskimi musiał opuścić miasto.

### Kłodzko i Wałbrzych 1948–1951
W latach 1948–1950 przebywał na Dolnym Śląsku. W gimnazjum przy Hucie Szkła Kryształowego „Sudety” w Szczytnej uczył rysunku i kompozycji w szkle. Współtworzył Towarzystwo Miłośników Ziemi Kłodzkiej (TMZK) i zainicjował współpracę z TMZŻ. Od marca 1949 do 1 września 1950 zatrudniony w Gimnazjum Zdobienia Szkła w Szczytnej, jako wykładowca i wychowawca. Następnie przeniósł się do Wałbrzycha i pracował w fabryce porcelany „Krister”, gdzie założył przyfabryczną szkołę wzornictwa.

### Warszawa 1951–1971
W lipcu 1951 zatrudniony w Ministerstwie Rolnictwa i Reform Rolnych w Warszawie w Referacie Wystaw. Brał czynny udział w odbudowie stolicy. Od listopada 1954 do maja 1955 pracował w pracowni mgr inż. arch. Jana Reda, stosującej nowatorskie projektowanie architektoniczne.
W roku 1951 był zatrudniony w Państwowej Operze i Filharmonii jako kierownik techniczny, gdzie odpowiadał za scenografię i kostiumy. W 1952 zatrudniony przez redakcję gazety „Robotnik Rolny” w charakterze ilustratora.
Zmarł niespodziewanie w Warszawie 3 września 1971 na rozległy zawał serca. Pochowano go na Cmentarzu Powązkowskim.

## Działalność artystyczna

### Malarstwo i sztuki plastyczne
Jego malarstwo cechował pluralizm techniczny i artystyczny. W tym sensie był „człowiekiem renesansu”. Na pierwszym miejscu była jednak pasja społecznika oddanego pomysłowi tworzenia kolektywów ludowych artystów amatorów. Wykształcenie artystyczne wykorzystywał jako narzędzie, które pomagało mu przetrwać. Podejmował się aktualnie wymaganych zleceń zależnych od potrzeby chwili. Z tego powodu nie pozostawił po sobie notatek w których opisuje okoliczności powstania swoich dzieł plastycznych, jak i lat, w jakich tworzył poszczególne prace. Nie datował obrazów, co utrudnia interpretację i analizę oraz przyporządkowanie twórczości w konkretne ramy prądów artystycznych, choć większość z jego prac nawiązuje bądź czerpie z konkretnych prądów. W twórczości malarskiej wyróżnia go używanie pierwotnych symboli pochodzących z różnych kultur – żydowskiej, katolickiej, plebejskiej, czy też mitologicznej – staroegipskiej, nordyckiej, pogańskiej czy greckiej. Artysta pozostawił po sobie szereg niedatowanych obrazów będących w większości w posiadaniu TMZŻ oraz zbiorach prywatnych.”

### Twórczość sakralna
W latach 1934–1936 malował, wraz z żoną Marią Miksz, polichromię kościoła parafialnego w Limanowej, zaprojektowanego przez Zdzisława Mączeńskiego, Do dekoracji zastosował ludowe motywy żywieckie. Po wykonaniu kaplicy bocznej uzyskał zlecenie wymalowania prezbiterium.
Autor i wykonawca polichromii w kościele pw. św. Mikołaja w Przyszowej.

### Inne dzieła
W okresie kłodzkim był autorem widowiska Mrok i świt, do którego wykonał również scenografię i kostiumy. Skomponował również przedstawienie Budujemy dom pokoju. W 1948 roku zorganizował Wystawę regionalną Ziemi Kłodzkiej.
Tworzył akwarele, oleje, szkice plakatowe, szkice pastelami, ołówkiem, grafiki, karykatury, projekty do wielkoformatowego malarstwa użytkowego.
Jest autorem wielu dekoracji i plakatów na lokalne uroczystości okolicznościowe zarówno w Żywcu, jak i w Kłodzku, oraz okładek i ilustracji do książek.

### Podsumowanie
Żona Maria Mikś charakteryzowała go tak: „...był urodzonym społecznikiem bezinteresownego działania. Dosłownie przez całe swoje życie nie szczędził sił, czasu i pracy dla dobra ogólnego, a przeświadczenie, że jest potrzebny, było dla niego radością i nagrodą zarazem. Ogromną rolę przypisywał kulturze plebejskiej, jako tej, która zachowała się w formie najczystszej, nieskażonej. Stąd jego rozmiłowanie w kulturze w ogóle a kulturze regionu żywieckiego w szczególności”.